# Miracle Mineral Solution

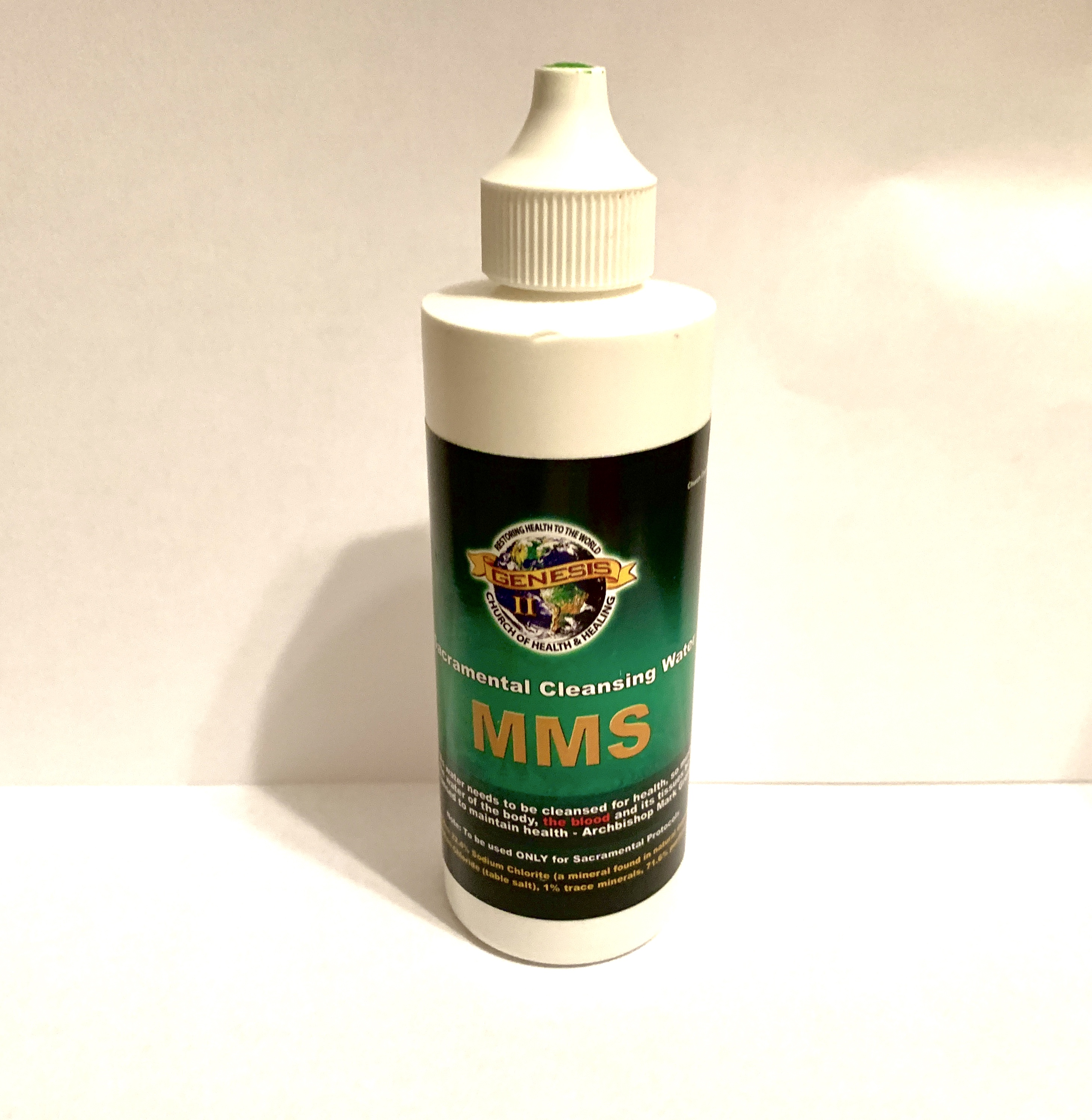
Miracle Mineral Supplement

Mineral Miracle Supplement (MMS), ook wel Master Miracle Solution genoemd, bestaat uit twee componenten, een natriumchlorietoplossing (28% natriumchloriet in gedistilleerd water; dit is nagenoeg hetzelfde als industrieel bleekwater) en een citroenzuuroplossing (50% in gedestilleerd water ) dat samen als ontsmettingsmiddel tegen verschillende ziektes wordt gebruikt.
Wanneer beide componenten 1 op 1 gemengd worden ontstaat er een chemische reactie waaruit chloordioxide ontstaat, het "werkzame" bestanddeel waarop de vermeende werking van MMS berust. Chloordioxide is een van de oxiden van chloor en een van de weinige verbindingen waarin chloor het oxidatiegetal +IV bezit. De verbinding is een krachtige oxidator die toepassing vindt in de drinkwaterreiniging en als bleekmiddel. Kort gezegd is het een schoonmaakmiddel.
Op 15 maart 2018 heeft de NVWA een waarschuwing voor dit middel uitgebracht. Wereldwijd zijn diverse gevallen gerapporteerd van (ernstige) bijwerkingen zoals ernstige vermoeidheid, hemolytische anemie, ernstige hemolyse, brandwonden in het maag-darmkanaal, ademhalingsproblemen, nierfalen, leverfalen en lage bloeddruk.

## Vermeende werking
Het product wordt gepromoot als middel tegen onder meer covid-19, malaria, hiv, hepatitisvirussen, H1N1-influenza, verkoudheid, acne en kanker en autisme. Er bestaat geen wetenschappelijk bewijs voor enig genezend effect. Dit maakt het product zeer controversieel.

## Toxiciteit
Natriumchloriet is een sterk oxidans en kan daardoor ernstige klinische symptomen veroorzaken, net zoals het verwante natriumchloraat: methemoglobinemie, hemolyse en nierfalen. Een dosis van 10 tot 15 gram natriumchloraat kan reeds dodelijk zijn. Methemoglobinemie ten gevolge van inname van natriumchloriet werd in vroegere studies aangetoond bij proefdieren (rat en kat) en recente studies van het EMEA hebben bevestigd dat het beeld bij een natriumchlorietinname identiek is aan dat van een natriumchloraatinname bij de rat, de muis, het konijn en de groene meerkat.
In de medische literatuur worden twee gevallen van menselijke vergiftiging met chloriet beschreven, waarvan één geval een kindje betrof dat van een flesje met Miracle Mineral Solution had gedronken. Het beeld was inderdaad zeer gelijkaardig aan het beeld bij een vergiftiging met natriumchloraat: methemoglobinemie, hemolyse, DIC en acuut nierfalen.
Naar analogie van natriumchloraat kan verwacht worden dat zelfs 1 gram natriumchloriet al misselijkheid en braken kan uitlokken en in het geval van een glucose-6-fosfaatdehydrogenase-deficiëntie zelfs een levensbedreigende hemolyse.
Naar aanleiding van een incident werd door het Belgisch Antigifcentrum op 29 december 2009 een alarm verstuurd naar de European Association of Poisons Centres and Clinical Toxicologists (EAPCCT). De bevoegde autoriteiten werden eveneens ingelicht. In 2010 volgende waarschuwingen omtrent MMS van o.a. de Belgische, Franse en Amerikaanse geneesmiddelenagentschappen.